# Peter Svetina

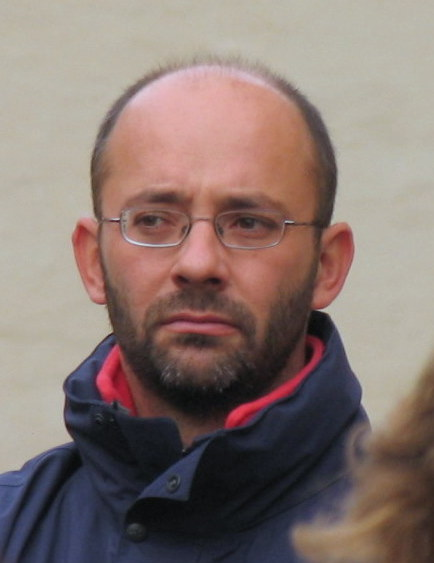
Peter Svetina (2008)

Peter Svetina (* 19. Juli 1970 in Ljubljana, Jugoslawien) ist ein slowenischer Literaturwissenschaftler, Schriftsteller und Übersetzer.

## Werdegang
Svetina studierte erst zwei Jahre Medizin und inskribierte dann ein Studium der Slowenischen Sprache und Literatur an der Universität Ljubljana. Sowohl Magisterarbeit (1997) als auch Dissertation (2000) verfasste er im Bereich Verstheorie. Von 1995 bis 2002 arbeitete er als Universitätsassistent für slowenische Literaturwissenschaft an der Universität Ljubljana. Seit 2003 ist er am Institut für Slawistik der Universität Klagenfurt tätig; er ist assoziierter Professor für slowenische Literaturwissenschaft. Sein Forschungsschwerpunkt liegt auf Kinder- und Jugendliteratur. Er ist u. a. Redaktionsmitglied der wissenschaftlichen Zeitschrift Otrok in knjiga ("Kind und Buch").

## Literarisches Schaffen
Peter Svetina ist vor allem ein Kinder- und Jugendbuchautor. Seit seinem Debüt O mrožku, ki si ni hotel striči nohtov 1999 (dt. Übersetzung Das kleine Walross lässt sich nicht die Nägel schneiden, Übersetzer: Fabjan Hafner) hat er mehr als 20 Bücher veröffentlicht, die in zahlreiche Sprachen übersetzt worden sind. Einige seiner Werke wurden auch für das Puppentheater adaptiert. Für seine Werke wurde er mit mehreren Preisen ausgezeichnet; so ist er bislang der einzige Autor, der dreimal den Večernica-Preis für das beste slowenische Jugendbuch erhielt. 2020 befand er sich auf der Shortlist für den Hans-Christian-Andersen-Preis.
Außer Kinder- und Jugendliteratur verfasst Svetina auch Lyrik. Bisher (Stand Herbst 2020) erschienen vier Lyrikbände von ihm; für sein Debüt Kavarna v prvem nadstropju erhielt er 2001 den Preis für das beste literarische Debüt.
Svetina übersetzt sowohl Kinder- und Jugendliteratur als auch Poesie aus dem Englischen, Serbischen und Deutschen.  

## Publikationen (Auswahl)

### Kinder- und Jugendliteratur
- O mrožku, ki si ni hotel striči nohtov (1999)
  - dt. Übersetzung: Das kleine Walross lässt sich nicht die Nägel schneiden. Klagenfurt/Celovec: Mohorjeva/Hermagoras, 2006. Zweisprachige Ausgabe, übersetzt von Fabjan Hafner.
- Mrožek dobi očala (2003)
  - dt. Übersetzung: Das kleine Walross bekommt eine Brille. Klagenfurt/Celovec: Mohorjeva/Hermagoras, 2005. Zweisprachige Ausgabe, übersetzt von Fabjan Hafner.
- Klobuk gospoda Konstantina (2007)
  - dt. Übersetzung: Der Hut des Herrn Konstantin. Klagenfurt/Celovec: Mohorjeva/Hermagoras, 2008. Zweisprachige Ausgabe, übersetzt von Fabjan Hafner.
- Kako je Jaromir iskal srečo (2010)
- Ropotarna (2012)
  - dt. Übersetzung: Aus der Rumpelkammer. Ljubljana: Slowenischer Schriftstellerverband (DSP), 2020. Übersetzt von Liza Linde und Jens Sakelšek.
- Kako je gospod Feliks tekmoval s kolesom (2016)
- Molitve s stopnic (2017)
- Spoznal sem te po rdečih nogavicah (2018)
- Timbuktu, timbuktu (2019)
- Debela pekovka (2020)

### Lyrik
- Kavarna v prvem nadstropju (2001)
- Počasno popoldne (2011)
- Vsakdanje geometrije (2017)
- Poročilo o Jasperju Krullu (2018)

### Wissenschaftliche Publikationen
- Kitične oblike v starejši slovenski posvetni poeziji. Ljubljana: Založba ZRC, ZRC SAZU, 2007.